# Autoput A1 (Serbia)
L'autostrada A1 (in serbo Ауто-пут А1?, Auto-put A1) è un'autostrada serba, che collega il confine ungherese presso Horgoš (oltre il quale prosegue come M5) con il confine macedone presso Preševo (oltre il quale prosegue come A1). Durante il periodo jugoslavo il tratto meridionale da Belgrado fino al confine macedone era parte dell'Autostrada della Fratellanza e dell'Unità.